# Бука (фольклор)
Бу́ка, или бугимен (англ. Boogeyman) – фольклорный персонаж, которым пугали непослушных детей.

## Описание
Букой раньше часто устрашали детей («не ходи, бука съест»), остерегая их от неприятностей, например, чтобы они не выходили ночью из дома. Энциклопедический словарь Брокгауза и Ефрона утверждает, что «Народная фантазия, олицетворяя буку, изображает его с огромным открытым ртом и длинным языком, которым бука хватает детей и, бросив в глотку, пожирает их. Бука, по поверью, ходит только ночью, около дворов и домов, и уносит попадающихся ему детей, что и делает русского буку похожим на римскую ламию», однако в других источниках эти признаки не встречаются.
Сейчас в быту словом «бука» часто называют нелюдимого, необщительного, угрюмого человека.
Раньше имели хождение варианты букан и буконя, прилагательное буковатный, а в Сибири глагол букситься (дичиться, коситься исподлобья, от угрюмости или застенчивости). Также встречается слово букнутый в значении «запуганный».
У славян: Бука — маленькое злобное существо, которое живёт в шкафу или под кроватью. Его видят только дети, и дети же от него страдают, так как Бука очень любит по ночам нападать на них — хватать за ноги и тащить под кровать или в шкаф (своё логово). Боится света, от которого может погибнуть, и веры взрослых людей. Боится, что взрослые в него поверят.
Существует считалка о Буке:
Раз, два, три, четыре, пять,

Букой вздумали пугать.

Три, четыре, пять и шесть,

Вы не верьте, что он есть.

Пять и шесть, а дальше семь,

Буки, братцы, нет совсем.
В Западной культуре стал популярен в конце двадцатого века как Бугимен — страшное существо, похищающее детей, вероятно для поедания. Иногда ему приписывают способность навеивать детям ужасные ночные кошмары. Особую популярность Бугимен приобрёл после серии преступлений так называемого Серого Человека (Альберта Фиша), один из свидетелей которых (трёхлетний мальчик) принял маньяка именно за Бугимена.

## Бука в культуре

### В литературе
- В вокальном цикле русского композитора М. П. Мусоргского под названием «Детская» изображён быт дворянских детей. В 1-й сцене «С няней» ребёнок просит няню рассказать ему сказку про Буку: «Расскажи мне, нянюшка, расскажи мне, милая, про того, про Буку страшного. Как тот Бука по лесам ходил, как тот Бука в лес детей водил и как грыз он их белые косточки и как дети те кричали-плакали!…» Текст самого Мусоргского.
- В коротком рассказе Стивена Кинга «И пришёл бука» мужчина рассказывает, как бука убил всех его детей.
- В стихотворении-сказке Тимофея Белозёрова «Бука»[5].
- У Алана Милна в «Винни-Пух и все-все-все».

### Бука в кинематографе
- Серия полнометражных фильмов «Бугимен» основана на рассказе Стивена Кинга «И пришёл бука»[6].
- В мультфильме 2012-го года выпуска «Хранители снов» главный антагонист — Кромешник — также называется Бугименом.

### В игровой индустрии
- В игре «Тук-тук-тук» от студии Ice-Pick Lodge имеется целых два персонажа с таким именем — Злой и Добрый Бука (первый также известен как Монстр, а последняя как Девочка из леса), приходящие к протагонисту на середине игры и заставляющие его сходить с ума. Злой Бука представлен огромным чудовищем, довольно похожим на классического фольклорного персонажа, Добрая же — девочкой в длинной рубахе, частично запачканной грязью/кровью, от обычного человека она отличается лишь странными вытянутыми серыми глазами и исполинским ростом (который, впрочем, она может менять по желанию). Обе Буки не могут появиться сразу. Добрая будет появляться, только если игрок внимательно изучает локацию и собирает Осколки реальности, Злой будет приходить во всех остальных случаях. В зависимости от того, какой Бука пришёл к игроку, зависит концовка: так как Добрая Бука в игре представлена как предположительно положительный персонаж, с ней игрок получит хорошую концовку. Со Злым Букой — нейтральную, так как персонаж отрицательный. Плохую концовку можно получить в обоих случаях. Предполагается, что именно они виновны в кошмарах главного героя игры, что больше роднит их с образом Бугимена.

### Другое
- Также в честь данного персонажа назван российский производитель компьютерных игр «Buka Entertainment», кстати, сотрудничавший с создателями вышеупомянутой игры «Knock-knock».